# Etsako
L’etsako (Etsakọ en etsako), aussi appelé yekhee ou afenmai, est une langue nigéro-congolaise parlée au Nigeria. Elle fait partie du groupe edoïde des langues voltaïco-nigériennes.

## Écriture
| a | b | c | d | e | ẹ | f | g | h | i | j | k | l |
| m | n | o | ọ | p | r | s | t | u | v | w | y | z |